# Nijyn
Nijyn (en ukrainien : Ніжин) ou Nejine (en russe : Нежин) est une ville de l'oblast de Tchernihiv, en Ukraine, et le centre administratif du raïon de Nijyn. Sa population s'élevait à 70 000 habitants en 2025.

## Géographie
Nijyn est arrosée par la rivière Oster et se trouve à 66 km au sud-est de Tchernihiv.

## Histoire
La première mention de Nijyn remonte à 1147. À l'époque de la république des Deux Nations (Pologne-Lituanie), Nijyn reçoit le droit de Magdebourg, en 1625. Nijyn a également été le siège d'un important régiment cosaque jusqu'en 1782, et d'une florissante communauté grecque, jouissant d'un certain nombre de privilèges accordés par Bogdan Khmelnitski.
En 1897, 24 % de la population, étaient juifs, notamment des membres du mouvement Hassidisme de Loubavitch. Une vague de pogroms affecte la population juive en 1881 et 1905. Au cours de leur retraite des Allemands au printemps de 1918, l'Armée rouge réalise de nouveaux pogroms. Au cours de la Seconde Guerre mondiale, les Allemands aidés de Hongrois exterminent les juifs aux travaux forcés et lors d'exécutions de masse.
Au XIXe siècle, Nejine — aujourd'hui Nijyn — devient le siège d'un ouïezd (district) du gouvernement de Tchernigov (1802), après avoir fait partie de celui de Petite Russie. En 1805, le lycée Bezborodko est fondé ; parmi ses diplômés figure Nikolaï Gogol, dont la statue orne l'une des rues de la ville. Nejine compte alors des fabriques de soieries, de parfumeries, de liqueurs, de confitures et c'est une des principales places commerciales de la région, faisant un grand commerce de vins de Grèce, de sel de Crimée, de soie, de maroquins, etc..
La ville a longtemps été réputée pour ses concombres.
En juillet 1969, deux avions Tupolev Tu-22 de la base aérienne voisine entrèrent en collision. Les membres de l'équipage purent s'éjecter et un avion poursuivit son vol sans pilote pendant 52 minutes, menaçant Nejine avant de s'écraser à un demi kilomètre de la gare de chemin de fer de la ville.

## Patrimoine
Le centre historique de la ville date principalement du XVIIIe siècle. On peut distinguer les sept églises baroques et plus particulièrement de style baroque ukrainien :
- Cathédrale de l'Annonciation (1702-1716 et 1814)
- Cathédrale de la Présentation (1788)
- Église Saint-Michel des Grecs (1719-1729)
- Église Saint-Jean-l'Évangéliste (1752), paroisse de Gogol
- Cathédrale Saint-Nicolas des Cosaques (1658, restaurée dans les années 1980), aujourd'hui cathédrale diocésaine du patriarcat de Moscou
- Église de l'Intercession (1756), avec des éléments néoclassiques.
- Église de la Transfiguration-du-Sauveur (1757)

D'autres églises sont de style néoclassique, comme l'église de Tous-les-Saints des Grecs (1782-1785), ou l'église de l'Ascension (1824) et l'église de la Trinité (1733, reconstruite au début du XIXe siècle et en 1888). L'église Saint-Basile (XVIIIe siècle) et l'église de l'Exaltation de la Croix (1775) sont aussi remarquables, ainsi que l'église Saint-Constantin-et-Sainte-Hélène (1818-1820) au cimetière. La petite église de la Présentation (1721), près du marché, est en cours de restauration.
Des musées : le musée Ivan Spassky d'histoire locale, le musée des livres rares de Nijyn, le musée de la Poste.

### En images

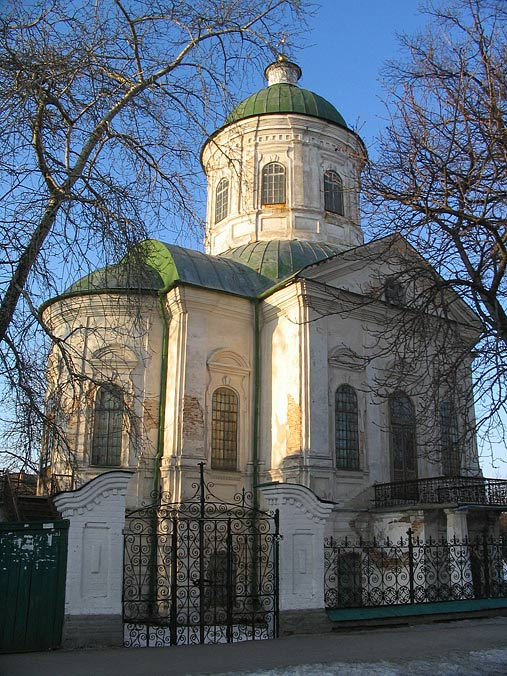
Vue de l'église Saint-Jean-l'Évangéliste.
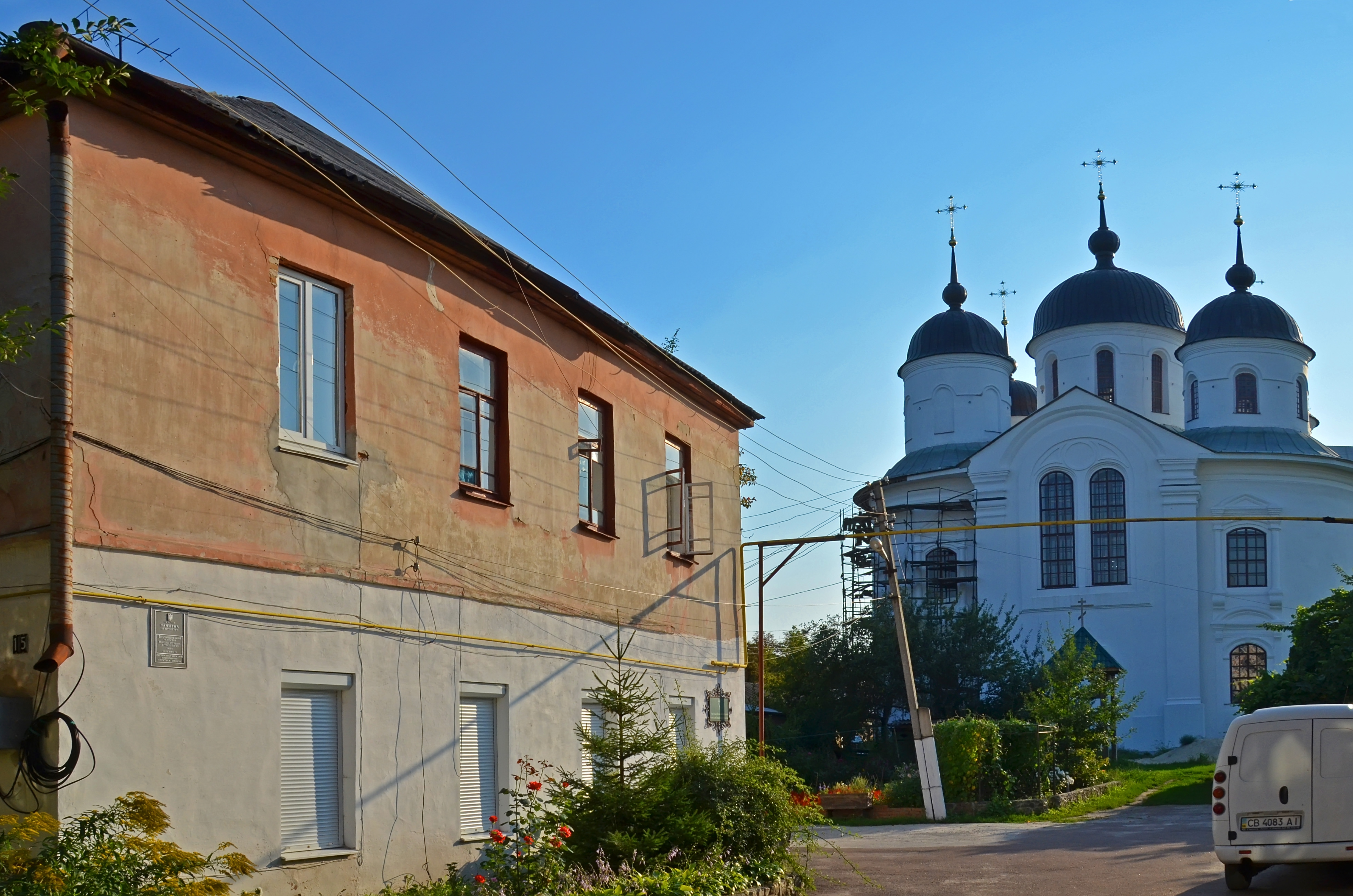
monastère de l'Annonciation, classé[4],
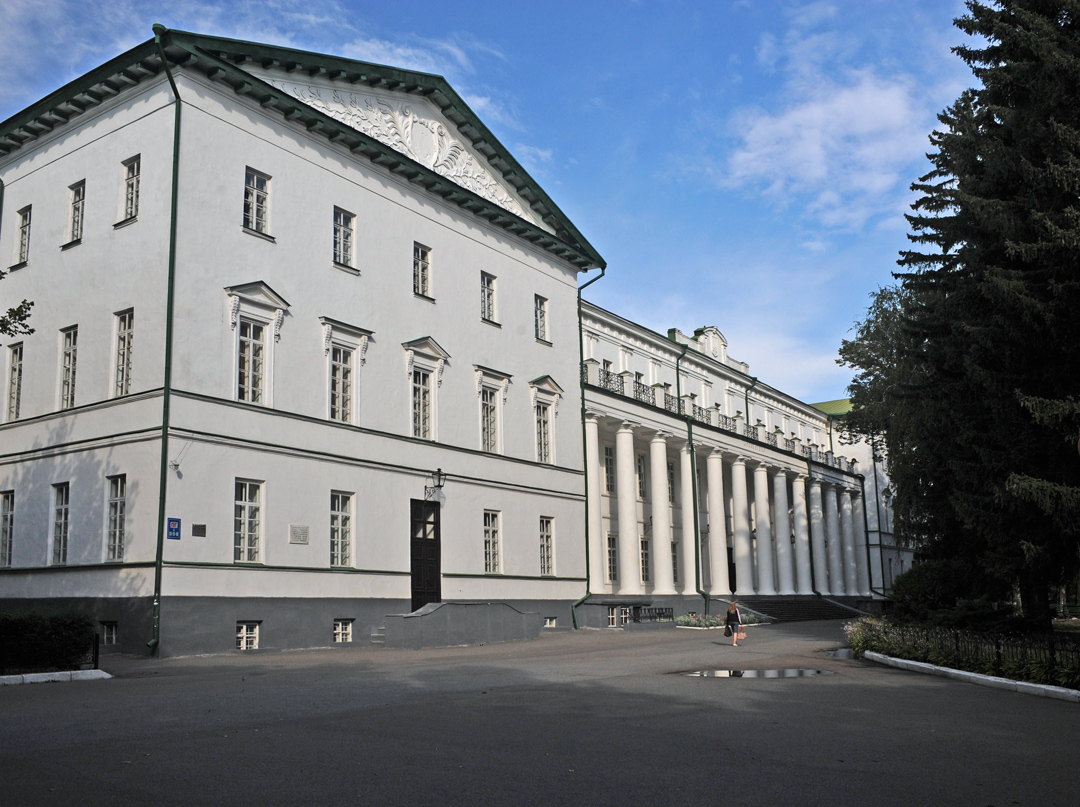
l'anciens bâtiments de l'université d'État Gogol de Nijyne, classée[5],
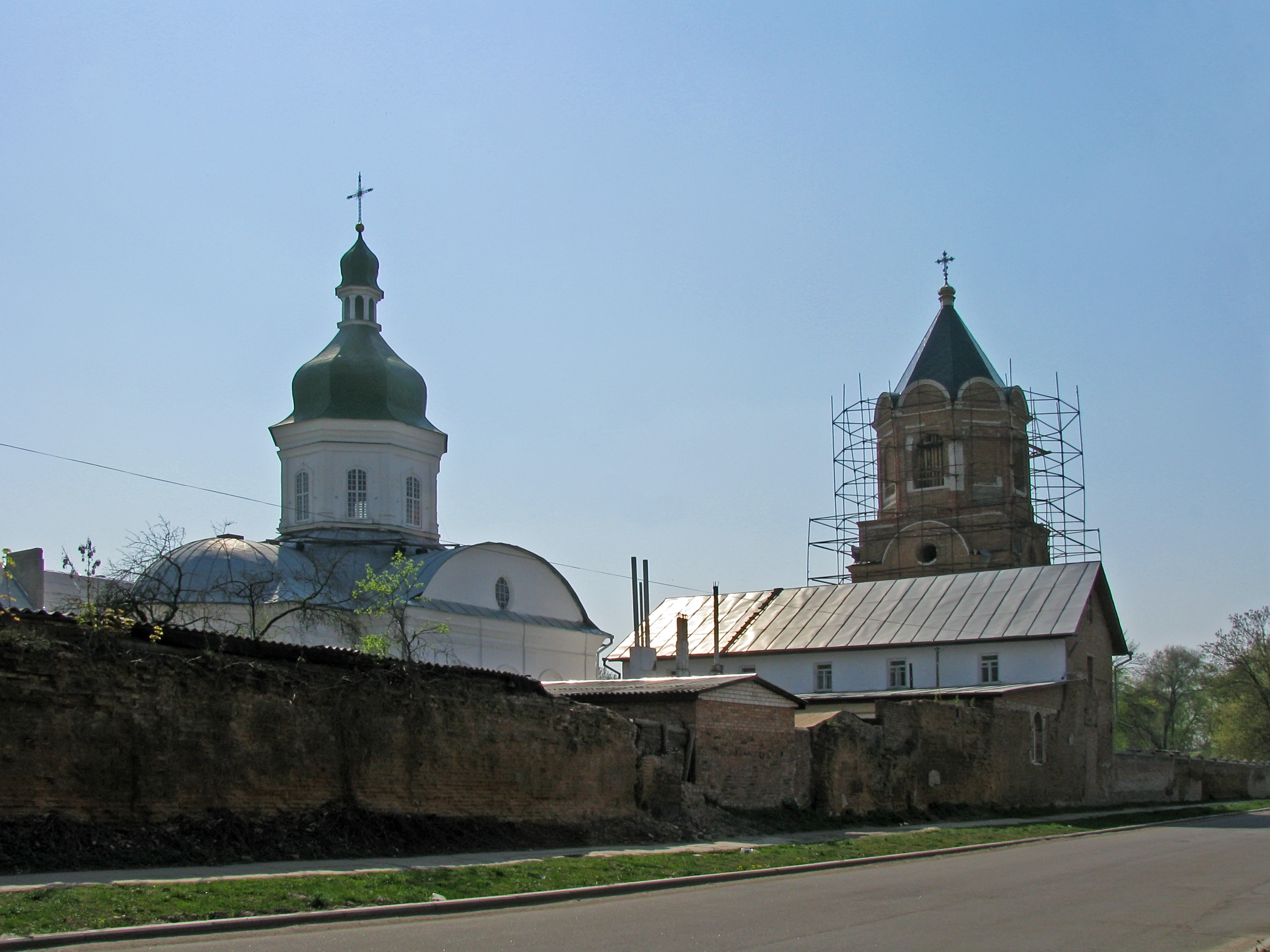
monastère de la Présentation, classé[6],
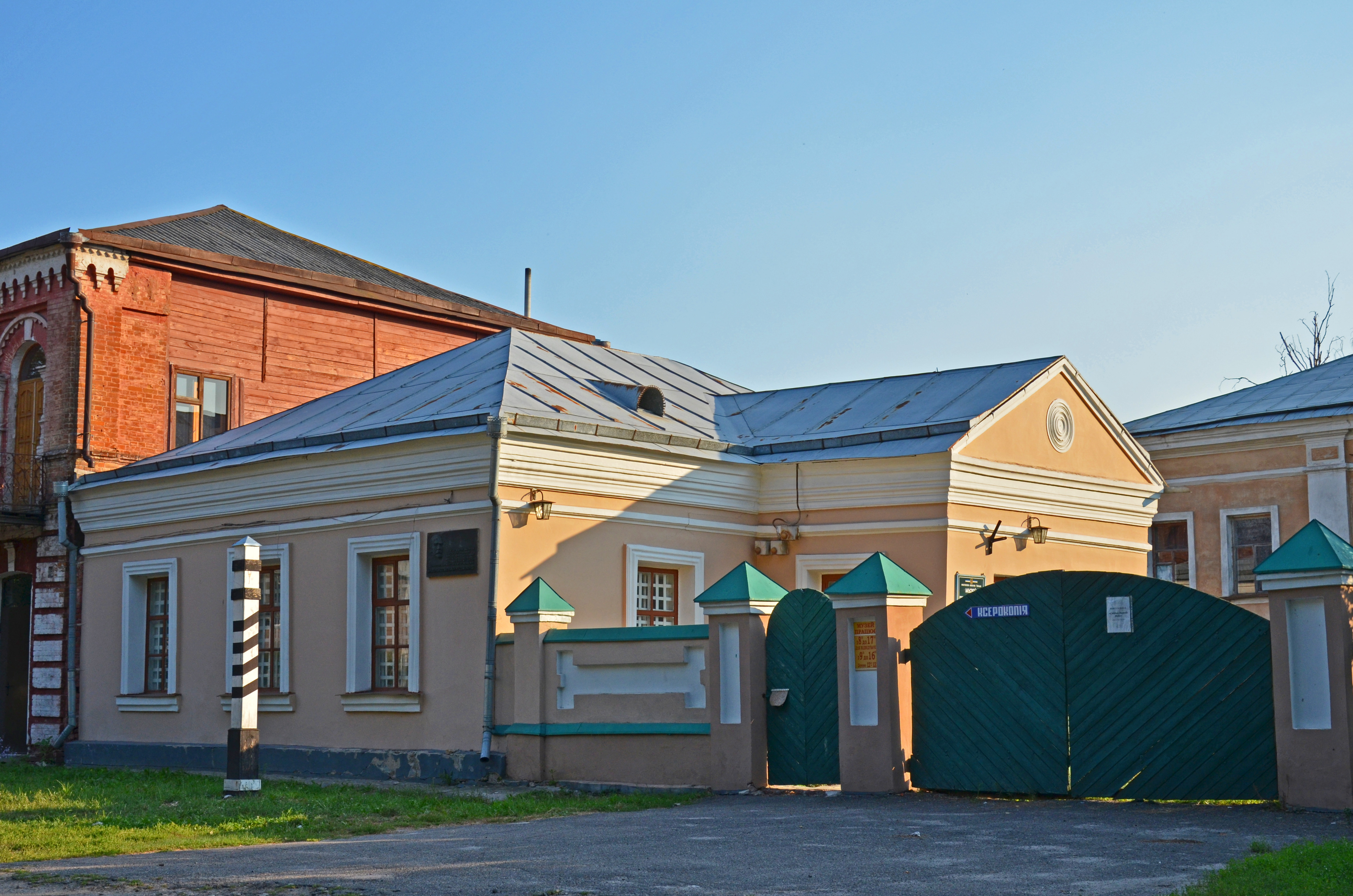
la poste, classée[7].

## Population
Nijyn est la deuxième ville la plus peuplée de l'oblast de Tchernihiv.
Recensements (*) ou estimations de la population :
| 1873   | 1897*  | 1923*  | 1926*  | 1939*  |
| ------ | ------ | ------ | ------ | ------ |
| 21 000 | 32 113 | 33 955 | 37 345 | 39 348 |

| 1959*  | 1970*  | 1979*  | 1989*  | 2001*  |
| ------ | ------ | ------ | ------ | ------ |
| 46 211 | 56 320 | 69 533 | 80 533 | 76 625 |

| 2010   | 2011   | 2012   | 2013   | 2014   |
| ------ | ------ | ------ | ------ | ------ |
| 74 365 | 74 058 | 73 597 | 73 282 | 72 869 |

## Personnalités liées à la ville
- Iziaslav Ier (1024-1078), grand-prince de Kiev.
- Grigory Konisski (1717-1795), évêque.
- Maria Zankovetska (1854-1934), actrice de théâtre, en fit sa ville d'adoption et y fut propriétaire.
- Boris (1889-1930) et Iouri Matvéïévitch Sokolov (1889-1941, frères jumeaux folkloristes et ethnographes, sont nés à Nijyn. Leur père était professeur à l’Institut Bezborodko de la ville.
- Olga Khoklova (1891-1955), danseuse de ballet, première épouse de Pablo Picasso, est née à Nijyn.
- Sergueï Korolev (1906-1966), ingénieur, fondateur du programme spatial sovietique y vécut jeune.
- Anastasïia Dmytrouk, poétesse, y est née.
- Kateryna Pavlenko (1988), chanteuse née à Nijyn.